# Seax-Wicca (Wicca Saxonne)

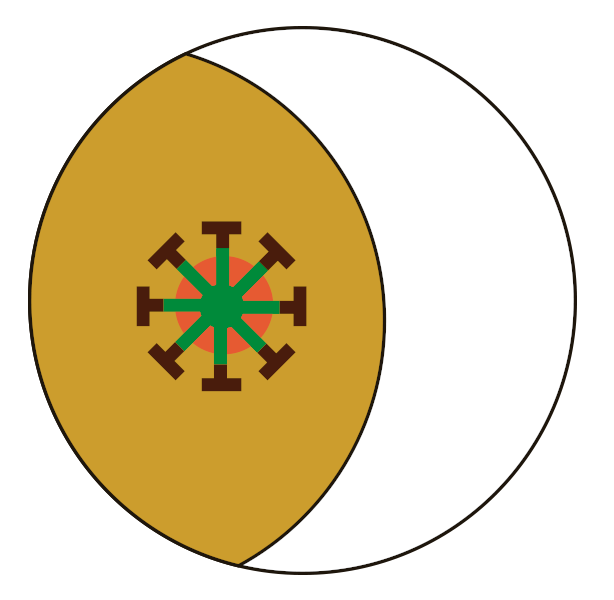
Symbole de la Seax Wica.

La Seax-Wicca est une tradition de la Wicca qui est largement inspirée de l'iconographie du paganisme historique anglo-saxon et qui, contrairement au Theodism, n'est pas une reconstruction de la religion médiévale, mais une réelle « nouvelle » branche de la Wicca.
La tradition a été fondée en 1973 par Raymond Buckland, un Grand Prêtre d'origine anglaise et initié à la Wicca Gardnerienne par Monique Wilson la prêtresse de Gerald B. Gardner. Lorsque celui-ci apprit que Raymond allait déménager aux États-Unis, il lui demanda de faire connaitre la Wicca en Amérique, ceci dans les années 1970. C'est peu de temps plus tard que Raymond Buckland, lassé des querelles entre groupes de sorcières, fonda son groupe. Son livre, The Tree, a été rédigé avec l'intention d’être un guide de référence à la Seax-Wica, et a été publié en 1974 par Samuel Weiser, puis réédité en 2005 sous le titre Buckland's Book of Saxon Witchcraft . Il y a aussi en ligne des Livres des Ombres de la tradition sur des sites variés.
La tradition honore principalement des divinités germaniques telles que Woden et Freya, qui sont considérées comme des représentations des divinités Wiccan du Dieu Cornu et de la Déesse Mère. Elle utilise un ensemble minimal d’outils cérémoniels habituels, ainsi qu’une lance. Les runes sont une partie importante de la pratique et sont régulièrement discutées.

## Franchise
Dans la Seax-Wica, la tradition n’exige pas de secret. Les livres officiels de la Seax-Wica n’ont pas intention d’omettre ou de fausser les déclarations citées, même si elles peuvent être peu détaillées laissant libre utilisation aux praticiens individuels et aux covens[Quoi ?].
Le Buckland's Book of Saxon Witchcraft ne mentionne pas, par exemple, comment un praticien solitaire peut consacrer ses outils pour commencer dans la Seax-Wica, comment  tracer le cercle sans outils consacrés, et si les outils sont consacrés dans un cercle déjà tracé. En effet, le Buckland's Book of Saxon Witchcraft  a été rédigé dans l’esprit que les lecteurs connaissent les techniques de bases de sorcellerie et des rituels Wiccan, de ce fait il faut étudier intensément d’autres sources et traditions. Le livre bleu de Buckland est disponible en français chez Renaud Bray au Québec. D'autres livres de Raymond Buckland seront publiés en français dans le futur. (du dire de M. Buckland).
Cependant, Buckland, dans son livre Complete Book of Witchcraft (communément dénommé Le Grand Livre Bleu) donne des instructions sur la façon de procéder en l’absence d’outils à sa disposition. Ces instructions sont suffisantes pour permettre de commencer, de s’auto-initier et de consacrer ses premiers outils.
Il y a également plusieurs listes de diffusion Yahoo et autres forums de discussion sur Internet au sujet de la tradition où l’on peut se renseigner pour plus de détails et avoir plus de clarté.

## Organisation
Dans la Seax-Wica il est autorisé de pratiquer l’auto-initiation afin de rentrer dans la tradition. Dans cette tradition, les Covens travaillent dans une forme de démocratie, avec des élections ou non. La Grande Prêtresse, le Grand Prêtre sont élus ; outre le rôle de GP et GPs il y a quatre agents dans la Seax-Wica. Les élus servent le Coven pendant 13 pleines lunes. Lors des rituels il y a le Thegn (Thane), un genre de gardien qui est le responsable du Covenstead (le lieu de réunion du Coven) ou la « garde » d’une cérémonie en cours d’exécution. Il y a aussi le Scribe / Secrétaire qui conserve la plupart, sinon la totalité, des dossiers du Coven.
Le mot Thegn ou Thane' est un titre anglo-saxon signifiant « accompagnateur », « serviteur », généralement dans le sens militaire similaire au « chevalier ».
Raymond Buckland n’est pas le « chef » de la tradition (par rapport aux « chefs » religieux de la plupart des religions) mais est respecté comme son fondateur, et continue de pratiquer et d’y contribuer. Il y a également beaucoup écrit sur un certain nombre de sujets liés à la WiccaNéo-Paganisme et à la Sorcellerie.